# Tijs Tinbergen
Tijs Tinbergen (1947) is een Nederlandse filmmaker. Hij is de zoon van de bioloog Luuk Tinbergen en de neef van Jan en Niko Tinbergen.
Tijs en Jan Musch studeerden in 1975 beiden cum laude af aan de Nederlandse Filmacademie. Ze werkten samen met Orlow Seunke in De smaak van water (1982), Pim (1983) en Pervola (1985), en stichtten samen een productiebedrijf met de naam Musch & Tinbergen. Dit bedrijf produceert vooral documentaires met als thema "natuur". 

## Filmografie
- SpreeuwenWerk (1983), over het onderzoek naar spreeuwen op Schiermonnikoog door zijn broer Joost Tinbergen.
- Gebiologeerd (1994), over zijn vader die in 1955 zelfmoord pleegde.
- Benjamin's droom (1997).
- The career of an oystercatcher (1998 (?)). Over scholeksters.
- Koos van Zomeren - Lopende zinnen (2002). Over Koos van Zomeren.
- Bird documentary (2003). Over de vogelrijkdom in Namibië.
- Rotvos (2009). Over de gecompliceerde plaats van de vos in het natuurbeheer in Nederland. Kreeg een Gouden Kalf voor de beste lange documentaire.[2]
- Mees tv (2014). Over de interesse in koolmezen van de familie Tinbergen en hun vriendenkring.

## Voetnoten
1. ↑  Angelo Perez Lubbink - Interview met de makers van Rotvos, Tijs Tinbergen en Jan Musch. Gearchiveerd op 2 februari 2011. Geraadpleegd op 19 januari 2011.
2. ↑  Twee NCRV-documentaires winnen Gouden Kalf

- International Standard Name Identifier: 0000 0003 9460 4261
- Nederlandse Thesaurus van Auteursnamen: 070510784
- Virtual International Authority File: 289164375
- WorldCat: E39PBJqjYJJGBwdpgvY3rfdRKd